# Kanton Roubaix-2
Der Kanton Roubaix-2 ist ein französischer Wahlkreis im Arrondissement Lille, im Département Nord und in der Region Hauts-de-France. Er entstand 2015 durch ein Dekret vom 17. Februar 2014.

## Gemeinden
Der Kanton besteht aus drei Gemeinden und Gemeindeteilen mit insgesamt 72.712 Einwohnern (Stand: 1. Januar 2022) auf einer Gesamtfläche von 22,53 km²:
| Gemeinde         | Einwohner 1. Januar 2022 | Fläche km² | Dichte Einw./km² | Code INSEE | Postleitzahl |
| ---------------- | ------------------------ | ---------- | ---------------- | ---------- | ------------ |
| Leers            | 9.555                    | 5,40       | 1.769            | 59339      | 59115        |
| Roubaix          | 22.276                   | 3,69       | 6.037            | 59512      | 59100        |
| Wattrelos        | 40.881                   | 13,44      | 3.042            | 59650      | 59150        |
| Kanton Roubaix-2 | 72.712                   | 22,53      | 3.227            | 5933       | –            |

1. ↑   Nur der östliche Teil der Gemeinde, der Rest gehört zum Kanton Roubaix-1.